# Melanie Rühmann
Melanie Rühmann (* 16. Mai 1975 in München) ist eine ehemalige deutsche Schauspielerin.

## Leben
Melanie Rühmann ist die Tochter von Heinzpeter Rühmann, der bis zu seiner Emeritierung Professor für Ergonomie an der Technischen Universität München war, und die Enkelin der Schauspieler Hertha Feiler und Heinz Rühmann.
Rühmann wirkte ausschließlich in Fernsehproduktionen mit, so in der Krankenhausserie Für alle Fälle Stefanie oder in der Serie Unser Lehrer Doktor Specht. 2003 heiratete sie den Geschäftsmann Peter Franke, übersiedelte mit ihm nach Los Angeles und zog sich vollständig aus der Öffentlichkeit zurück. Seit 2003 trat sie nicht mehr als Schauspielerin in Erscheinung, in diesem Jahr spielte sie ihre letzte Rolle in einer Episode der Serie SOKO Leipzig.
Melanie Rühmann ist nicht verwandt mit dem Schauspieler Thomas Rühmann.

## Filmografie
- 1994: Der Bergdoktor: Das Auge des Gesetzes (TV-Serie), Episode 30
- 1994: Hecht und Haie: (Fernsehserie, 1 Episode)
- 1994: Natalie – Endstation Babystrich (TV-Film)
- 1995: Die Kommissarin: Familienfest (TV-Episode)
- 1995: Derrick: Die Ungerührtheit der Mörder (TV-Episode)
- 1995: Ich, der Boss (TV-Film)
- 1996: Ein Bayer auf Rügen (Fernsehserie, 1 Episode)
- 1996–1999: Unser Lehrer Doktor Specht (Fernsehserie, 25 Episoden)
- 1998–2000: Für alle Fälle Stefanie (Fernsehserie, 19 Episoden)
- 1999: Der Fahnder (Fernsehserie, 1 Episode)
- 2003: SOKO Leipzig: Benni und die Detektive (TV-Episode, Staffel 4, Ep.5)